# Hipetro

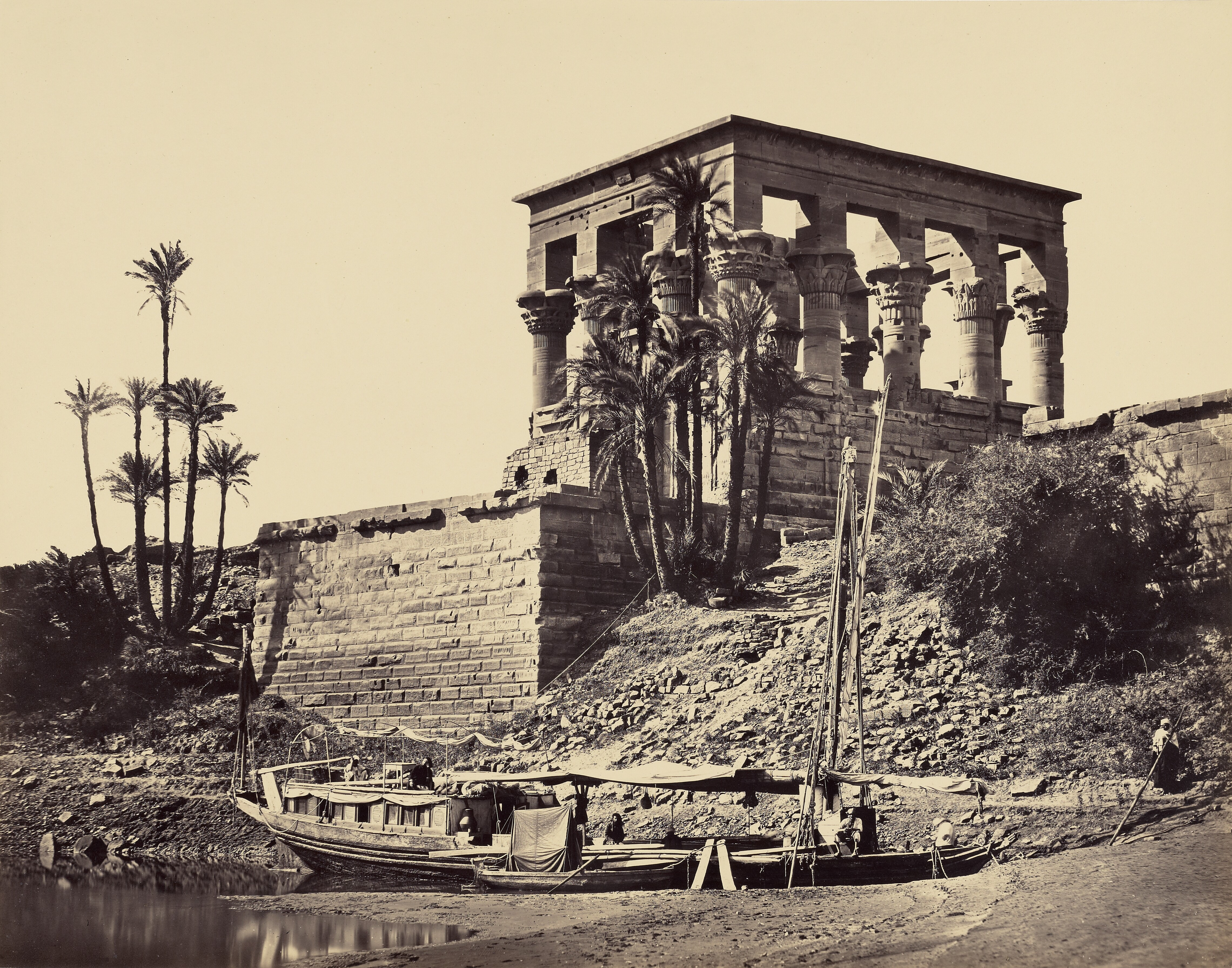
Templo hípetro, File

Hípetro o hípetra (del griego ὕπαιθρος y del latín hypaethros) son términos utilizados para describir un edificio o un espacio arquitectónico que no está cubierto por un techo.
En la arquitectura egipcia monumental, la «sala hipetra» solía estar rodeada de columnas, a manera de patio porticado. Era el espacio arquitectónico descubierto del templo egipcio, inmediatamente posterior a los pilonos de la entrada y anterior a las «salas hipóstilas» cubiertas, donde se hallaba la cella que guardaba la imagen de la divinidad. Las primeras hipetras se construyeron en los templos anexos de los complejos de las pirámides de Keops y Micerino. Esta disposición influyó en el diseño de los megarones micénicos.
Es llamado hipetro un tipo de templo griego cuya cella queda a cielo abierto y, por extensión, cualquier edificio o parte del mismo sin techo.
También se construyeron templos sin techo en la India, en los estados de Orissa, Madhya Pradesh y Uttar Pradesh en los siglos VIII al XI. Estos templos hípetros de planta redonda o rectangular fueron dedicados a las diosas llamadas Yoginis.